# 马村 (太平)
马村是中国广东省广州市从化区的一个自然村。在太平镇南面约15千米，属高田村管辖。马氏的先民来自河南省汴梁。村民在村前建凉亭样马寮，另开挖塘供石马饮浴及栖息，寓意马家代代相传，故名为马村。明朝时建村。村旁是118省道公路。1998年时，全村人口1152人。